# Гелоціальні
Гелоціальні (Helotiales) — порядок сумчастих грибів класу леоціоміцет (Leotiomycetes). Містить 30 валідних родин, 519 родів і 6266 видів (станом на лютий 2020 року).

## Опис
Helotiales — найбільший ряд нестроматичних дискоміцетів, які зазвичай мають яскраво забарвлені апотеції. Багато представників родини мають чашоподібну аскому з невеликими ніжками або без них. Зазвичай вони плодоносять на грубих або великих деревних рештках, а також на інших органічних речовинах. Частина цих дискоміцетів обмежена певним діапазоном господарів, це стосується не просто обмеження однією конкретною рослиною, крім того, деякі види потребують певної частини цієї рослини.

## Родини
- Amicodiscaceae
- Arachnopezizaceae
- Bryoglossaceae
- Cenangiaceae
- Chlorociboriaceae[2][3]
- Chlorospleniaceae
- Chrysodiscaceae
- Dermateaceae
- Discinellaceae
- Drepanopezizaceae
- Gelatinodiscaceae
- Godroniaceae
- Hamatocanthoscyphaceae
- Helotiaceae
- Heterosphaeriaceae
- Hyaloscyphaceae
- Hydrocinaceae
- Lachnaceae
- Loramycetaceae
- Mitrulaceae
- Mollisiaceae
- Neolauriomycetaceae
- Pleuroascaceae
- Ploettnerulaceae
- Rutstroemiaceae
- Sclerotiniaceae[4]
- Solenopeziaceae
- Tympanidaceae
- Vibrisseaceae[5]